# شدوووو (شهرستان پیوا)
شدوووو (به لهستانی:  Szydłowo) یک روستا در لهستان است که در گمینا شدوووو (استان لهستان بزرگ‌تر) واقع شده‌است. شدوووو ۷۵۰ نفر جمعیت دارد.